# SN 2007op
SN 2007op – supernowa typu Ia odkryta 20 października 2007 roku w galaktyce A015312+3344. W momencie odkrycia miała maksymalną jasność 18,70m.